# Pioneer Tarn
Der Pioneer Tarn ist ein kleiner See auf der Insel Heard im südlichen Indischen Ozean. Er liegt etwa 450 m östlich des Kap Arkona im Südwesten der Insel und entstand infolge des Rückzugs des Lied- und des Gotley-Gletschers.
Benannt ist der See nach der US-amerikanischen Bark Pioneer aus New London, Connecticut, die in zwei aufeinanderfolgenden Fahrten von 1855 bis 1857 und von 1857 bis 1859 zur Robbenjagd in den Gewässern um Heard operierte.